# HDAC11
HDAC11 (англ. Histone deacetylase 11) – білок, який кодується однойменним геном, розташованим у людей на короткому плечі 3-ї хромосоми.  Довжина поліпептидного ланцюга білка становить 347 амінокислот, а молекулярна маса — 39 183.
| 10         |  | 20         |  | 30         |  | 40         |  | 50         |
| ---------- |  | ---------- |  | ---------- |  | ---------- |  | ---------- |
| MLHTTQLYQH |  | VPETRWPIVY |  | SPRYNITFMG |  | LEKLHPFDAG |  | KWGKVINFLK |
| EEKLLSDSML |  | VEAREASEED |  | LLVVHTRRYL |  | NELKWSFAVA |  | TITEIPPVIF |
| LPNFLVQRKV |  | LRPLRTQTGG |  | TIMAGKLAVE |  | RGWAINVGGG |  | FHHCSSDRGG |
| GFCAYADITL |  | AIKFLFERVE |  | GISRATIIDL |  | DAHQGNGHER |  | DFMDDKRVYI |
| MDVYNRHIYP |  | GDRFAKQAIR |  | RKVELEWGTE |  | DDEYLDKVER |  | NIKKSLQEHL |
| PDVVVYNAGT |  | DILEGDRLGG |  | LSISPAGIVK |  | RDELVFRMVR |  | GRRVPILMVT |
| SGGYQKRTAR |  | IIADSILNLF |  | GLGLIGPESP |  | SVSAQNSDTP |  | LLPPAVP    |

A: Аланін

C: Цистеїн

D: Аспарагінова кислота

E: Глутамінова кислота

F: Фенілаланін

G: Гліцин

H: Гістидин

I: Ізолейцин

K: Лізин

L: Лейцин

M: Метіонін

N: Аспарагін

P: Пролін

Q: Глутамін

R: Аргінін

S: Серин

T: Треонін

V: Валін

W: Триптофан

Кодований геном білок за функціями належить до репресорів, гідролаз, регуляторів хроматину. 
Задіяний у таких біологічних процесах як транскрипція, регуляція транскрипції, альтернативний сплайсинг. 
Локалізований у ядрі.